# Pierre Murat
 (août 2019).
Si vous disposez d'ouvrages ou d'articles de référence ou si vous connaissez des sites web de qualité traitant du thème abordé ici, merci de compléter l'article en donnant les références utiles à sa vérifiabilité et en les liant à la section « Notes et références ».
Pour les articles homonymes, voir Murat.
Pierre Murat, né le 22 février 1948 à Bizerte en Tunisie, est un critique de cinéma français.

## Biographie
Pierre Murat étudie les langues orientales et les lettres modernes à l'université. Il y rédige un mémoire sur Henri Colpi et consacre son doctorat au cinéma d’espionnage. Il collabore aux Fiches du cinéma de 1971 à 1980. Il collabore à la revue Télérama depuis 1980 et participe au Masque et la Plume depuis 1992,. Max Ophüls et Woody Allen comptent parmi ses cinéastes de prédilection[réf. nécessaire].

## Publications
- L'année du cinéma 1988, par Danièle Heymann et Pierre Murat. Éd. Calmann-Lévy, 1988  (ISBN 978-2-7021-1705-7)
- Andreï Tarkovski, par Gérard Pangon et Pierre Murat. Arte éditions, 1997  (ISBN 978-2-84205-278-2)
- Brigitte Bardot, par Gérard Pangon et Pierre Murat. Arte éditions, 1997  (ISBN 978-2-84205-247-8)
- Le guide du cinéma chez soi, collectif sous la direction de Pierre Murat. Télérama, 2002  (ISBN 978-2-914927-00-0)
- L'année du cinéma 2000, par Danièle Heymann, Pierre Murat et Isabelle Danel. Éd. Calmann-Lévy, 2000  (ISBN 978-2-7021-3137-4)[3]
- L'année du cinéma 2001, par Danièle Heymann, Isabelle Danel et Pierre Murat. Éd. Calmann-Lévy, 2001  (ISBN 978-2-7021-3221-0)
- L'année du cinéma 2002, par Danièle Heymann et Pierre Murat. Éd. Calmann-Lévy, 2002  (ISBN 978-2-7021-3300-2)
- L'année du cinéma 2003, par Danièle Heymann et Pierre Murat. Éd. Calmann-Lévy, 2003  (ISBN 978-2-7021-3381-1)
- Ciné Game Book : Histoire mondiale du septième art, par Pierre Murat et Michel Grisolia. Éd. Assoulne, 2004  (ISBN 978-2-84323-641-9)
- L'année du cinéma 2004, par Danièle Heymann, Isabelle Danel et Pierre Murat. Éd. Calmann-Lévy, 2004  (ISBN 978-2-7021-3475-7)
- L'année du cinéma 2005, par Danièle Heymann, Isabelle Danel et Pierre Murat. Éd. Calmann-Lévy, 2005  (ISBN 978-2-7021-3593-8)